# HD 22252
HD 22252，又名CP-66 195，SAO 248825、HR 1092，是一颗恒星，视星等为5.83，位于銀經282.23，銀緯-43.68，其B1900.0坐标为赤經3h 29m 50s，赤緯-66° -43.68′ 41″。